# Anynka a čert
Anynka a čert je československá televizní pohádka z roku 1984 režírovaná Svatavou Simonovou.

## Děj
Anynka je dívka, která velmi ráda tancuje, ale do práce se jí moc nechce. Jedno se její táta rozzlobí a pošle jí v noci hlídat na vinici. Anynce se moc nechce, ale jde.
Na vinici je v noci čert, který tam chodí na víno. Když přijde Anynka, čertovi se zalíbí. Vyslechne Anynčiny představy o svém ženichovi, vyčaruje si oblečení podle Anynčiných představ a přijde k Anynce. Anynce se na první pohled také zalíbí.
Po čertovi ale v pekle touží čertice, která mu chodí uklízet. Když uslyší, jak čert myslí na Anynku, rozzlobí se, protože by se chtěla za čerta provdat. Čert jí slíbí, že se po vinobraní vezmou.
Po nějaké době je Anynčinému táto divné, že chodí raději hlídat na vinici než k muzice. Máma se podřekne, že Anynka mluvila o ženichovi. Táta sundá pásek z kalhot a s mámou jdou na vinici. Tam uvidí Anynku s jejím nápadníkem. Táta chce nápadníka vyhnat, ale ten si naloží Anynku naloží na záda a odnese si jí do pekla. Když Anynka zjistí, co je její nápadník zač, chce utéct, ale čert jí nepustí. Přítomnost Anynky v pekle se nelíbí čertici. Přestože na vinici mluvila o svatbě, nyní už si ho vzít nechce.
Když čertice zjistí, že čert Anynku obelhal, s Anynkou se spřátelí a na čerta se domluví. Po dalším vinobraní navrhne Anynka čertovi svatbu a chce, aby na svatbu pozval i čertici. Čertovi se moc nechce, ale nakonec to Anynce slíbí. Pak ho Anynka přesvědčí, aby poslal nějaké peníze jejím rodičům, když jsou teď sami. Když se peníze objeví v kamnech Anynčiných rodičů a rodiče slyší, že je to od Anynky, mají radost, že je dobře zaopatřena, pak ale zjistí, že peníze smrdí sírou a začnou mít strach.
V pekle se mezitím Anynka a čertice připravují svatbu. Obléknou do svatebních šatů slaměnou pannu, čertice dá Anynce košík s vajíčky a oblékne Anynku do koňské kůže, aby jí čert nevyčenichal. Dá jí červené klubíčko, které jí zavede domů. Anynka dojde až na vinici, kde potká čerta s dalšími čerty, kteří jsou veselí z nadcházející svatby. Chtějí po Anynce v koňské kůži, aby šla s nimi a šla nevěstě za družičku, ale Anynka jim odpoví, že musí na trh. Čertovi se zdá, že cítí Anynku, ale nepozná ji. Všichni čerti se pak vydají do pekla. Anynka dojde domů, kde jí táta pomůže z koňské kůže. Zjistí, že z vajíček se stala zlatá vajíčka a z klubíčka drahokam.
Čerti v pekle zjistí, že nevěsta v šatech je slaměná, a chtějí po čertovi, který slíbil svatbu, aby svůj slib dodržel. Čert si tak musí vzít čertici.
Anynka po shodě s rodiči hodí peníze od čerta i zlatá vajíčka do kamen, aby je tak vrátili peklu. Anynka si ponechá jenom drahokam.

## Obsazení
| Vlastimil Brodský | vypravěč (pouze hlas)                       |
| Vlastimil Harapes | čert záletník                               |
| Ilona Svobodová   | Anynka (ve zpěvu zastoupena Evou Hruškovou) |
| Petr Haničinec    | táta Anynky                                 |
| Jiřina Švorcová   | máma Anynky                                 |
| Hana Maciuchová   | čertice                                     |
| Vladimír Hrubý    | čert                                        |
| Ota Jirák         | čert                                        |
| David Schneider   | čert                                        |
| Václav Vydra      | čert                                        |